# Ib Nedermark Hansen
Ib Nedermark Hansen (6. maj 1916, Garnisons Sogn, København - 9. maj 1947, København) var medlem af terrorgruppen Petergruppen. Han blev efter krigen dødsdømt og henrettet for krigsforbrydelser. Hans dæknavn var "Jens Jensen".

## Liv og karriere
Ib Nedermark Hansen blev født i Knabrostræde 19 i København den 6. maj 1916 som søn af sergent Laurids Thorvald Hansen og hustru Agnes f. Nedermark. Forældrene blev viet i Kerteminde den 25. december 1907. Moderen var herfra.
Ib Nedermark Hansen var medlem af DNSAP fra 1936 til efteråret 1942. Han meldte sig i 1941 til Frikorps Danmark, blev i 1943 erklæret ukampdygtig og var siden instruktør ved Schalburgkorpset. Deltog sammen med Hermann Falke i nedskydningen af betjent Falkenaa ud for Randbølvej 8 i Vanløse januar 1944. Han deltog den 20. maj 1944 i nedskydningen af slagtermester Poul Søndergaard i dennes forretning i København. Drabet var hævn for en af modstandbevægelsens likvideringer. Den 8. oktober 1944 anbringer han sammen med et andet gruppemedlem Henning Brøndum to bomber i toget Jyllandsekspressen, der holder i Hobro. Den ene bombe går af og dræber 10 og sårer mere end 25. I alt blev Nedermark Hansen anklaget for medvirken til 24 drab og 58 sprængninger, han blev dødsdømt og henrettet ved skydning den 9. maj 1947 i København.